# 301
El 301 (CCCI) fou un any comú començat en dimecres del calendari julià.

## Esdeveniments
- Fundació de San Marino segons la tradició.[1]
- Armènia esdevé el primer país a adoptar el cristianisme com a religió d'estat.[2]